# 星野眞吾
星野 眞吾（ほしの しんご、1923年〈大正12年〉8月15日 - 1997年〈平成9年〉12月29日）は、昭和期から平成期にかけて活動した日本の画家である。妻は、同じく画家の高畑郁子（創画会会員）。

## 生涯
愛知県豊橋市魚町に生まれ、同県豊川市牛久保町で育った。豊橋第二中学校（現・豊橋東高等学校）在学中から、水彩画・油彩画を描くようになった。また、この時期に中村正義と出会った。
1944年（昭和19年）に京都市立絵画専門学校（現・京都市立芸術大学）図案科を、1948年（昭和23年）に京都市立美術専門学校（現・京都市立芸術大学）日本画科を卒業。同窓生11人と「グループ・パンリアル」（翌年、「パンリアル美術協会」に改称）の設立に参画した。星野らは自らの作品を「膠彩画（こうさいが）」と称し、伝統主義的、形式主義的な従来の日本画とは異なるものであるとした。以後、星野は厚紙や和紙のコラージュによる抽象画などの実験的作品を制作した。
1960年代半ば頃から、作風に大きな変化が現れた。その大きな要因は、父の死であった。自分が存在していたことの証を肉体が滅びた後も残したいとの思いを強くした星野は、糊を塗った身体を和紙に押し当て、その上に顔料をまぶすことにより、和紙の上に自らの身体を投影する、「人拓」という手法を多用するようになった。
1949年の「第1回パンリアル展」以来、星野は継続して同展に作品を寄せてきたが、パンリアル美術協会結成30周年の節目となる1977年、「第35回パンリアル展」への出品をもって協会を脱退した。これと前後して中村正義らと「人人会（ひとひとかい）」を結成し、精緻な写実的描写による異世界の構築を試みるなど、日本画の革新を目指して活動した。晩年には白内障や緑内障に苦しみながらも創作活動を続けた。
1997年12月29日死去。74歳。1999年、郷里の豊橋市により、日本画の新進作家を対象とした「星野眞吾賞」が制定された（選考は3年に1回実施）。

## エピソード
弟子の一人である佐野榮太郎によると、星野と高畑夫人は晩年に「チョマ」と称する猫を飼育しており、星野は人拓に同じ手法でチョマの身体を転写したユニークな作品も生み出していたとされる。佐野はチョマについて、星野夫妻を始め、佐野ら弟子達にも大層可愛がられていたと回想しており、星野の猫拓作品についても動物虐待を意図したものでないことを強調している。

## 主な作品
- 『船出』（1952年）
- 『夜の童話』（1953年）
- 『ガン』（1957年）
- 『心象（散）』（1962年）
- 『人体による作品』（1966年）[2]
- 『生きもの』（1971年）
- 『終曲』（1975年）
- 『猫が落ちる』（1985年）[3]
- 『奥の手』（1997年）

## 年表
- 1923年 - 出生
- 1942年 - 京都市立絵画専門学校図案科に入学
- 1944年
  - 京都市立絵画専門学校図案科を卒業
  - 京都市立美術専門学校に再入学
- 1948年
  - 京都市立美術専門学校日本画科を卒業
  - 京都市立嘉楽中学校で教師として勤務
  - 三上誠、不動茂弥、八木一夫、山崎隆らと共に、「グループ・パンリアル」を結成
- 1949年
  - グループ・パンリアル、「パンリアル美術協会」に改称。下村良之介、大野俶嵩らを会員として迎える
  - 「第1回パンリアル展」（藤井大丸主催）に出品
- 1950年 - 教職を辞して帰郷
- 1951年 - 画塾「中日美術教室」を開講
- 1953年
  - 「中美展」（中央美術協会主催）で佳作賞を受賞
  - 東三在野美術協会に入会
- 1962年
  - 「現代美術京都秀作展」（京都市美術館）に出品
  - 「第5回中部日本画総合展」で最優秀賞を受賞
- 1963年 - 銀芳堂画廊（東京都中央区銀座）で個展を開催（以後、1964年、1965年にも開催）
- 1964年
  - 高畑郁子と結婚
  - 「喪中の作品」シリーズの制作を開始
  - 日本画研究会に入会
- 1965年 - 「15人の画家展」（愛知県美術館）に出品
- 1966年 - 日本画廊（東京都中央区日本橋）で個展を開催（以後、1971年、1972年、1974年、1976年にも開催）
- 1971年 - 東京造形大学の非常勤講師に就任（ - 1973年）
- 1974年
  - 中村正義、大島哲以、斎藤真一、佐熊桂一郎、田島征三、山下菊二と共に、「人人会」を結成。「第1回人人展―黒い太陽・七人の画家」（三越主催）に出品
  - 「第11回日本国際美術展」（東京都美術館）に出品
- 1975年 - 「第1回東京展」（東京都美術館）に出品
- 1977年
  - 「第35回パンリアル展―結成30周年記念展」（京都市美術館）に出品。これをもってパンリアル美術協会を退会
- 1982年 - 「近代日本の自画像展」（京都市美術館）に出品
- 1985年 - 「三上誠・星野眞吾2人展」（福井県立美術館）に出品
- 1986年 - ｢戦後日本画の一断面｣展（山口県立美術館）に出品
- 1987年
  - 「現代のイコン」展（埼玉県立近代美術館）に出品
  - ｢日本画の4人展―大野俶嵩・下村良之介・星野眞吾・三上誠」（和歌山県立近代美術館）に出品
- 1988年 - 「日本画 戦後の歩みII｣展（いわき市立美術館）に出品
- 1990年
  - 「日本画 現代の視覚」展（新潟市美術館）に出品
  - 「燃焼の時代―1950年代京都の日本画」展（京都市美術館）に出品
- 1991年
  - 「熱き時代のパンリアル展」（目黒区美術館、豊川市桜ヶ丘ミュージアム）に出品
- 1993年
  - 名古屋芸術大学の特別任用教授に就任
  - 「近代日本画への招待III―戦後日本画の展開」展（山種美術館）に出品
  - ｢戦後日本画の転換期-1950年代を中心に｣展（栃木県立美術館）に出品
- 1994年
  - 「日本画の抽象―その日本的特質」展（O美術館）に出品
  - 豊橋文化賞を受賞
- 1995年 - 「戦後文化の軌跡　1945 - 1995」（目黒区美術館他）に出品
- 1996年
  - 「記憶の痕跡―星野眞吾展」（豊橋市美術博物館及び新潟市美術館）に出品
  - 「日本の美術―よみがえる1964年」展（東京都現代美術館）に出品
- 1997年
  - 「パンリアル創世紀」展（西宮市大谷記念美術館）に出品
  - 12月29日 - 死去。74歳
- 1998年 - 「パンリアル創世記展」（西宮市大谷記念美術館）に出品
- 1999年 - 「星野眞吾賞」創設
- 2001年5月19日 - 「戦後美術のメモランダム6―星野眞吾　初期膠彩」展（白土舎）を開催（ - 6月23日）[4]
- 2002年
  - 「中村正義と交友の画家たち展―人人会創立の頃」（刈谷市美術館）に出品
  - 11月16日 - 「星野眞吾の○（マル）による心象的実験―1960」展（白土舎）を開催（ - 12月21日）[5]
- 2008年11月22日 - 「意識の襞―星野眞吾展」（豊川市桜ヶ丘ミュージアム）を開催（ - 12月21日）[6]

## 註
1. ↑  “星野夫妻の飼猫と猫拓作品に関する事情が公表されている”.   佐野榮太郎 - X(2024年4月9日の投稿). 2025年8月20日閲覧。
2. ↑  『人体による作品』（豊橋市美術博物館HP内）
3. ↑  星野眞吾《猫が落ちる》1985年（碧南市藤井達吉現代美術館HP内）
4. ↑  「戦後美術のメモランダム6―星野眞吾　初期膠彩」（白土舎HP内）
5. ↑  「星野眞吾の○（マル）による心象的実験―1960」（白土舎HP内）
6. ↑  「意識の襞　星野眞吾展―パンリアル美術協会の揺籃期とともに」（豊川市桜ヶ丘ミュージアムHP内）